# Fier (stad)
Fier ([fjɛɾ]; bepaalde vorm: Fieri) is een stad in het zuidwesten van Albanië en ligt in een gemeente die dezelfde naam draagt. Fier is met 121.000 inwoners (2011) de vijfde stad van het land, en is de hoofdplaats van de gelijknamige prefectuur.
De stad ligt op circa acht kilometer afstand van de ruïnes van de Korinthische plaats Apollonia.

## Bestuurlijke indeling
Administratieve componenten (njësitë administrative përbërëse) na de gemeentelijke herinrichting van 2015 (inwoners tijdens de census 2011 tussen haakjes):
Cakran (11722) • Dërmenas (7788) • Fier (55845) • Frakull (6820) • Levan (8159) • Libofshë (6149) • Mbrostar Ura (7460) • Portëz (8259) • Qendër (4207) • Topojë (4246).
De stad wordt verder ingedeeld in 86 deelgemeenten: Adë, Adriatik, Afrim i Ri, Agimi, Baltëz, Bashkim, Bishan, Boçovë, Buz Madh, Cakran i Ri, Cakran, Çerven, Çlirim, Darëzezë e Re, Daullas, Daullas, Dërmenas, Drizë Myrteza, Drizë, Ferras, Fier, Floq, Frakull e Madhe, Frakull e Vogël, Fushë, Gjokalli, Gjonç, Gjorgos, Gorishovë, Gozhdaras, Grecalli, Grykë, Hambar, Hamil, Hasturkas, Havaleas, Havaleas, Hoxharë, Kafaraj, Kallmi i Madh, Kallmi i Vogël, Kashishtë, Kavaklli, Kraps, Kreshpan, Kryegjatë, Lalar, Levan, Libofshë, Martinë, Mbrostar, Mbyet, Metaj, Muçaj, Mujalli, Ndërnënas, Patos Fshat, Peshtan Bregas, Peshtan i Madh, Peshtan i Vogël, Petov, Pishë Poro, Plyk, Pojan, Portëz, Povelçë, Qarr, Radostinë, Romët, Rreth Libofshë, Seman i Ri, Seman, Sheq Marinas, Sheq Musalala, Sheq, Shtyllas, Sulaj, Topojë, Vadhizë, Vajkan, Vanaj, Varibop, Verri, Vjosë, Vreshtas, Zhupan.

## Politiek
De burgemeester van Fier is Armando Subashi van de Socialistische Partij. De gemeenteraad van de stad telt 35 leden.

### Stedenbanden
- Cleveland (Verenigde Staten)

## Sport
Voetbalclub Apolonia Fier promoveerde in het seizoen 2013-2014 van de Kategoria e Parë, Albaniës tweede nationale klasse, naar de Kategoria Superiore. Het team werkt zijn thuiswedstrijden af in het Stadiumi Loni Papuçiu, dat een capaciteit heeft van 12.000 toeschouwers.

## Geboren
- Rovena Stefa (1979), zangeres
- Ermal Meta (1981), Italiaans zanger
- Eleni Foureira (1987), Grieks zangeres
- Keidi Bare (1997), voetballer